# جزيرة جيمس روس
جزيرة جيمس روس هي جزيرة كبيرة تقع قبالة الجانب الجنوبي الشرقي وبالقرب من الطرف الشمالي الشرقي لشبه جزيرة أنتاركتيكا، والتي تفصلها عنها قناة الأمير غوستاف. وهي واحدة من عدة جزر حول شبه الجزيرة تُعرف باسم أرض غراهام، وهي أقرب إلى أمريكا الجنوبية من أي جزء آخر من تلك القارة. رسمت في أكتوبر 1903 من قبل البعثة السويدية في القطب الجنوبي بقيادة أوتو نوردنسكيولد، الذي أطلق عليها اسم السير جيمس كلارك روس، قائد بعثة بريطانية إلى هذه المنطقة في عام 1842.
وهي واحدة من عدة جزر حول شبه الجزيرة تُعرف باسم أرض غراهام، وهي أقرب إلى أمريكا الجنوبية من أي جزء آخر من تلك القارة.